# Cérvol aquàtic
El cérvol aquàtic (Hydropotes inermis) és una espècie de cérvol. Superficialment és més similar als cérvols mesquers que als autèntics cérvols (cèrvids), però se'l classifica com a cèrvid tot i tenir ullals en lloc de banyes, així com altres anomalies anatòmiques. Aquestes característiques úniques han fet que sigui classificat dins el seu propi gènere (Hydropotes) i la seva pròpia subfamília (Hydropotinae). És originari de la Xina i de Corea i n'hi ha dues subespècies: el cérvol aquàtic xinès (Hydropotes inermis inermis) i el cérvol aquàtic coreà (Hydropotes inermis argyropus).

## Hàbitat i distribució
Els cérvols aquàtics són natius dels trams inferiors del riu Iang-Tsé, zona costanera de la província de Jiangsu i les Illes de Zhejiang (a la Xina Central i Oriental) i a Corea, la zona desmilitaritzada ha proporcionat un hàbitat protegit per a un bon nombre d'individus. Freqüenten els alts canyars, jonqueres a la vora dels rius, herba alta de les muntanyes i camps de conreu; també zones pantanoses i pastius oberts.
Eficient nedador, pot desplaçar-se alguns quilòmetres per l'aigua per arribar fins illes fluvials.
Cérvols aquàtics de la subespècie xinesa van ser introduïts a Gran Bretanya vers 1870. Avui hi ha diverses poblacions salvatges al comtat de Bedfordshire i altres indrets. També a França hi ha petites poblacions introduïdes.